# Facing the Animal (альбом)
Facing the Animal — десятый студийный альбом гитариста, композитора и исполнителя Ингви Мальмстина, выпущенный на лейбле Mercury Records в 1997 году.

## Список композиций
Все песни сочинены и аранжированы самим Ингви Мальмстином. Композиция «Air on a Theme» представляет собой аранжировку второй части Концерта для флейты-пикколо с оркестром до мажор Антонио Вивальди.
1. «Braveheart» — 5:18
2. «Facing the Animal» — 4:37
3. «Enemy» — 4:53
4. «Sacrifice» — 4:16
5. «Like an Angel — for April» — 5:47
6. «My Resurrection» — 4:47
7. «Another Time» — 5:02
8. «Heathens from the North» — 3:38
9. «Alone in Paradise» — 4:33
10. «End of My Rope» — 4:23
11. «Only the Strong» — 6:04
12. «Poison in Your Veins» — 4:21
13. «Air on a Theme» — 1:44

### Бонус-трек на изданиях в Азии
1. «Casting Pearls Before the Swine» — 3:56

## Участники записи
- Ингви Мальмстин — гитары, клавишные, бас, бэк-вокал
- Матс Левен — вокал
- Mats Olausson — клавишные
- Barry Dunaway — бас-гитара
- Кози Пауэлл — ударные